# Em Busca de Sentido

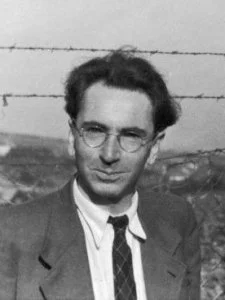
Viktor Frankl: Autor de Em busca de sentido

Em Busca de Sentido é um livro de Viktor Frankl de 1946, Em Busca de Sentido (título original em alemão:...trotzdem Ja zum Leben sagen: Ein Psychologe erlebt das Konzentrationslager, ou "apesar de tudo dizer sim à vida: um psicólogo vivencia o campo de concentração, em tradução livre) retrata suas experiências como um detento de um campo de concentração e descreve seu método psicoterapêutico de como encontrar uma razão para viver. De acordo com Frankl, o livro tenta responder a pergunta "Como a vida cotidiana dentro de um campo de concentração se reflete na mente de um prisioneiro mediano?". A primeira sessão do livro constitui as experiências de Frankl nos campos de concentração, enquanto que a segunda metade é uma introdução à Logoterapia.

## Experiências em um campo de concentração
Nessa sessão do livro, Frankl relembra o que ele viu e observou em muitos campos nazistas. Então começa a esboçar suas conclusões sobre a vida e a natureza humana. Frankl alega que o sentido da vida jaz em cada momento do viver; a vida nunca deixa de ter sentido, mesmo em sofrimento ou morte. De acordo com Frankl, alguém sempre está se perguntando sua razão de ser, seja por um amigo vivo ou morto, um membro da família, ou mesmo Deus; Assim, nós não deveríamos desapontá-los. O livro também conclui que há apenas duas raças de homens, os homens decentes e os indecentes. Sociedade alguma é livre de qualquer deles, e assim havia guardas nazistas "decentes" e prisioneiros "indecentes", mais notavelmente o capo que trairia seus companheiros prisioneiros para seus próprios propósitos. O capítulo final aborda a conjuntura mental dos prisioneiros depois de soltos. Enquanto marchando pelos campos próximos do que outrora fora seu rincão de aprisionamento, os prisioneiros ficam cônscios de que não são capazes de compreender o que é o prazer. Flores, gentileza, e o senso de liberdade que lhes fora dado após sua libertação lhes parece algo surreal, algo que não podem aproveitar. Mesmo quando ele ou ela retornassem para a vida "normal", um prisioneiro se sentiria desiludido e amargurado. À medida que o tempo passa, as experiências dos prisioneiros em um campo de concentração não parece nada mais que um pesadelo.

## Citações
- "A liberdade espiritual do ser humano, a qual não se lhe pode tirar, permite-lhe, até o ultimo suspiro, configurar sua vida de modo que tenha sentido."

- "O que realmente importa não é o que nós esperamos da vida, mas antes o que ela espera de nós."

- "Nas palavras de Nietzsche, 'Quem tem por que viver aguenta quase todo como'."

- "Quando não pudermos mais sermos capazes de mudar uma certa situação—apenas pense em uma doença incurável tal como um câncer inoperável—é que somos desafiados a mudar a nós mesmos".

- "Nós que vivemos em campos de concentração podemos nos lembrar que os homens que percorriam as barracas para confortar os outros, abriam mão de seu último pedaço de pão. Eles podem ter sido poucos em número, mas eles sustentaram prova suficiente de que tudo pode ser tirado de um homem exceto por uma coisa: a última de suas liberdades—escolher sua atitude em um determinado arranjo circunstancial, a escolha de seu próprio caminho."

- "Fundamentalmente, portanto, qualquer homem pode, mesmo sob tais circunstâncias, decidir no que ele deve se tornar - mentalmente e espiritualmente. Ele pode manter sua dignidade humana mesmo em um campo de concentração."

- "Nós podemos descobrir o significado da vida de três diferentes maneiras: (1) fazendo alguma coisa; (2) experimentando um valor; e (3) sofrendo."

- "O que realmente importa não é o que esperamos da vida, mas antes o que ela espera de nós. Nós precisamos parar de perguntar sobre o sentido da vida, e ao invés de pensar em nós mesmos como aqueles que questionam sobre a vida - horária e diariamente. Nossa resposta deve consistir, não em monólogos e meditação, mas na ação certa e na conduta correta. A vida ultimamente significa tomar responsabilidade de encontrar a resposta certa para seus problemas e cumprir as tarefas que ela constantemente delega para cada indivíduo."

- "O homem é capaz de mudar o mundo para a melhor, se possível, e mudar a si mesmo para a melhor, se necessário."

- "Coloque isso como um selo sobre teu coração, o amor é tão forte quanto a morte."

- "Quando a fé atrofia, parece que ela se distorce, desfigura. Com efeito, não constatamos também no âmbito cultural, isto é, não somente numa escala individual, mas também social que a fé reprimida degenera em superstição? E isso parece acontecer onde quer que o sentimento religioso se torne vitima de uma repressão por parte da razão despótica, de uma inteligência técnica".

- "O que é então o ser humano?

- "Certa vez éramos 1.110 prisioneiros num único barracão (destinados a abrigar no máximo 200 pessoas), esperando pelo transporte para campos menores, sentados, acocorados, ou de pé no chão de terra, passando frio e com fome. Não havia lugar para todos se sentarem, menos ainda para se deitarem. Num período de quatro dias recebemos uma única vez uma lasca de pão (de 150 gramas).

- "Em nossa cultura atual nós testemunhamos aquilo que alguém chamaria de inflação de sexo. Isto só é compreensível dentro do amplo contexto de vácuo existencial e do fato de o homem, não mais dirigido pelos impulsos e instintos com relação ao que deve fazer, nem pelas tradições ou valores com relação ao que deveria fazer, agora não sabe nem mesmo o que gostaria de fazer. No vazio existencial resultante dessa situação a libido sexual é hipertrofiada, e esta hipertrofia que produz a inflação de sexo, então observamos uma tendência para viver a vida sexual não integrada na vida pessoal, mas apenas como um busca de prazer. Tal despersonalização do sexo é um sintoma de frustração existencial: A frustração da busca de sentido do homem".

É o ser que sempre decide o que ele é."
1. ↑  «O Sentido da Vida de Viktor Frankl [Reflexão e Explicação]». www.brasilparalelo.com.br. Consultado em 12 de outubro de 2024
2. ↑  «Logoterapia e Análise Existencial - Viktor Emil Frankl». Sobral. Consultado em 12 de outubro de 2024
3. ↑  Frankl, Viktor E. (2013). Em busca de sentido: um psicólogo no campo de concentração. [S.l.]: Editora Sinodal